# Love + Fear (Acoustic)
Love + Fear (Acoustic) is de vierde ep van Welshe singer-songwriter Marina. De ep werd digitaal uitgegeven op 13 september 2019 door Atlantic Records en bevat vijf akoestische versies van tracks van Diamandis' vierde studioalbum Love + Fear (2019).

## Tracklist
Credits zijn afkomstig van Spotify.
Love + Fear (Acoustic)
| Nr.                  | Titel                      | Schrijver(s)                                             | Producent(en)     | Duur |
| -------------------- | -------------------------- | -------------------------------------------------------- | ----------------- | ---- |
| 1.                   | True - Acoustic            | Marina Diamandis, Noonie Bao, Oscar Görres, Oscar Holter | Benjamin Fletcher | 3:19 |
| 2.                   | Superstar - Acoustic       | Diamandis, Ben Berger, Ryan McMahon, Ryan Rabin          | Fletcher          | 4:02 |
| 3.                   | Karma - Acoustic           | Diamandis, Berger, Jack Patterson, McMahon, Rabin        | Fletcher          | 3:48 |
| 4.                   | No More Suckers - Acoustic | Diamandis, Alex Hope, James Flannigan                    | Fletcher          | 3:29 |
| 5.                   | Orange Trees - Acoustic    | Diamandis, Erik Hassle, Jakob Jerlström, Görres          | Fletcher          | 3:08 |
| Totale lengte: 17:46 |                            |                                                          |                   |      |